# 哈桑阿巴德
哈桑阿巴德（波斯語：‎）是伊朗的城市，位於該國西北部薩南達季西南數公里，由庫爾德斯坦省負責管轄，距離首都德黑蘭390公里，海拔高度1,489米，2006年人口7,292。